# Oertli Instrumente
Die Oertli Instrumente AG ist ein international tätiges Unternehmen mit Sitz in Berneck, Schweiz, das 1955 gegründet wurde. Hauptgebiet ist die Entwicklung, Produktion und der Vertrieb von Operationsgeräten sowie Instrumenten für die Augenchirurgie.

## Geschichte
Oertli Instrumente wurde 1955 von Heinz A. Oertli in St. Gallen in der Schweiz gegründet. Aus der kleinen Mechanikfirma entwickelte sich über die Zeit ein wichtiger Anbieter im Ophthalmologiemarkt. Mit Unterstützung von Rudolf Klöti gelang der internationale Durchbruch und die Entwicklung des ersten Vitrektomieschneiders. Es folgten weitere Erfindungen und Innovationen, welche das Angebot an Ophthalmologiegeräten erweiterte. Heinz Oertli verkaufte die Firma 1992 an den damaligen Geschäftsführer Andreas Bosshard. Nach dessen Pensionierung im Jahr 2010 übernahmen Christoph und Thomas Bosshard die Leitung des Unternehmens. Seit April 2022 agieren Christoph und Thomas Bosshard als Co-Geschäftsführer. Im Jahr 2022 stiftete Heinz A Oertli den Heinz A. Oertli-Fonds an der Eidgenössischen Materialprüfungs- und Forschungsanstalt (EMPA) in St. Gallen, mit dem er deren Forschung im Bereich der Augenheilkunde unterstützt. Nach seinem Tod mit 95 Jahren 2024 hinterlies er Mittel, um den Fond noch mindestens zehn Jahre weiter zu finanzieren.

## Gegenwart
Zur weiteren Entwicklung werden 25 Mio. Schweizer Franken in einen Neubau investiert.
Zu Ehren des Firmengründers wird durch die Alfred-Vogt-Stiftung seit 2017 der Heinz A. Oertli-Preis verliehen.

## Produkte
Die 2001 entwickelte „easyPhaco“-Technik soll eine sichere und effiziente Phakoemulsifikation ermöglichen. Die 2008 entwickelte HFDS (High Frequency Deep Sclerotomy) soll in der mikroinvasiven Glaukom-Chirurgie (MIGS) einen direkten Zugang von der Vorderkammer zum Schlemmkanal und weiter bis in die Sklera herstellen.

## Einsatzgebiete
- Katarakt (Medizin)[10]
- Glaukom
- Vitrektomie

## Auszeichnungen
- 2010: Ostschweizer Unternehmerpreis[1]
- 2016: Preis der Rheintaler Wirtschaft[11]
- 2024: Swiss Medtech Award[12]